# Thornton (Arkansas)
Thornton est une municipalité du comté de Calhoun, dans l’État de l’Arkansas aux États-Unis.

## Démographie
| 1880 | 1890 | 1910 | 1920  | 1930 | 1960 |
| ---- | ---- | ---- | ----- | ---- | ---- |
| 150  | 132  | 611  | 1 312 | 550  | 658  |

| 1970 | 1980 | 1990 | 2000 | 2010 | - |
| ---- | ---- | ---- | ---- | ---- | - |
| 746  | 711  | 502  | 517  | 407  | - |